# Sybra rondoniana
Sybra rondoniana là một loài bọ cánh cứng trong họ Cerambycidae.